# فاطمه هکاری
فاطمه هَکّاری (۱۲۸۴ - ۱۳۵۷م) (نسب: فاطمه بنت ابراهیم بن داوود بن نصر هکّاری) محدث عراقی در نیمهٔ اول سدهٔ هشتم هجری بود. نزد چند تن از علمای روزگارش به فراگیری حدیث پرداخت.